# Chake Chake
Chake Chake é uma cidade localizada na Tanzânia. É capital da região de Pemba Sul, na ilha de Pemba, no Oceano Índico. Sua população é de 47.759 habitantes. A região é importante produtora de cravo e coco-da-baía. O único aeroporto da cidade fica localizado a 7 km sudoeste da cidade.